# Minh-di Tang
Minh-di Tang ist zur Zeit (Stand 22. Juni 2025) die französische Botschafterin gegenüber Singapur.

## Leben
Tang studierte Wirtschaft an der Science Po und schloss dieses Studium mit einem Master ab. Außerdem schloss sie noch ein Studium der Chinesischen Sprache und Gesellschaft als Bachelor ab. Nach einem kurzen Engagement im Bankensektor trat Tang in den Diplomatischen Dienst des Französischen Außenministeriums  ein. Stationen der Diplomatin war unter anderem in Singapur 2001 bis 2004 und Jerusalem gegenüber der PLO. Sie erhielt den Ordre national du Mérite.